# Villaquejida
Villaquejida – gmina w Hiszpanii, w prowincji León, w Kastylii i León, o powierzchni 53,42 km². W 2011 roku gmina liczyła 979 mieszkańców.